# 天主教圣克里斯托瓦尔-德拉拉古纳教区
天主教聖克里斯托瓦爾-德拉拉古納教區（拉丁語：Dioecesis Sancti Christophori de Laguna, Dioecesis Nivariensis），又稱特內里費教區，是羅馬天主教一個教區，位於西班牙聖克魯斯-德特內里費省的圣克里斯托瓦尔-德拉拉古纳，屬西維爾總教區。
教區包括聖克魯斯-德特內里費省。成立於1819年2月1日。2007年，在當地915,262人口中，有教友823,736人，佔轄區總人口90%、309個堂區、260名司鐸、3名執事、80名修士、474名修女。現任教區主教為埃洛伊·阿尔贝托·圣地亚哥。

## 教堂

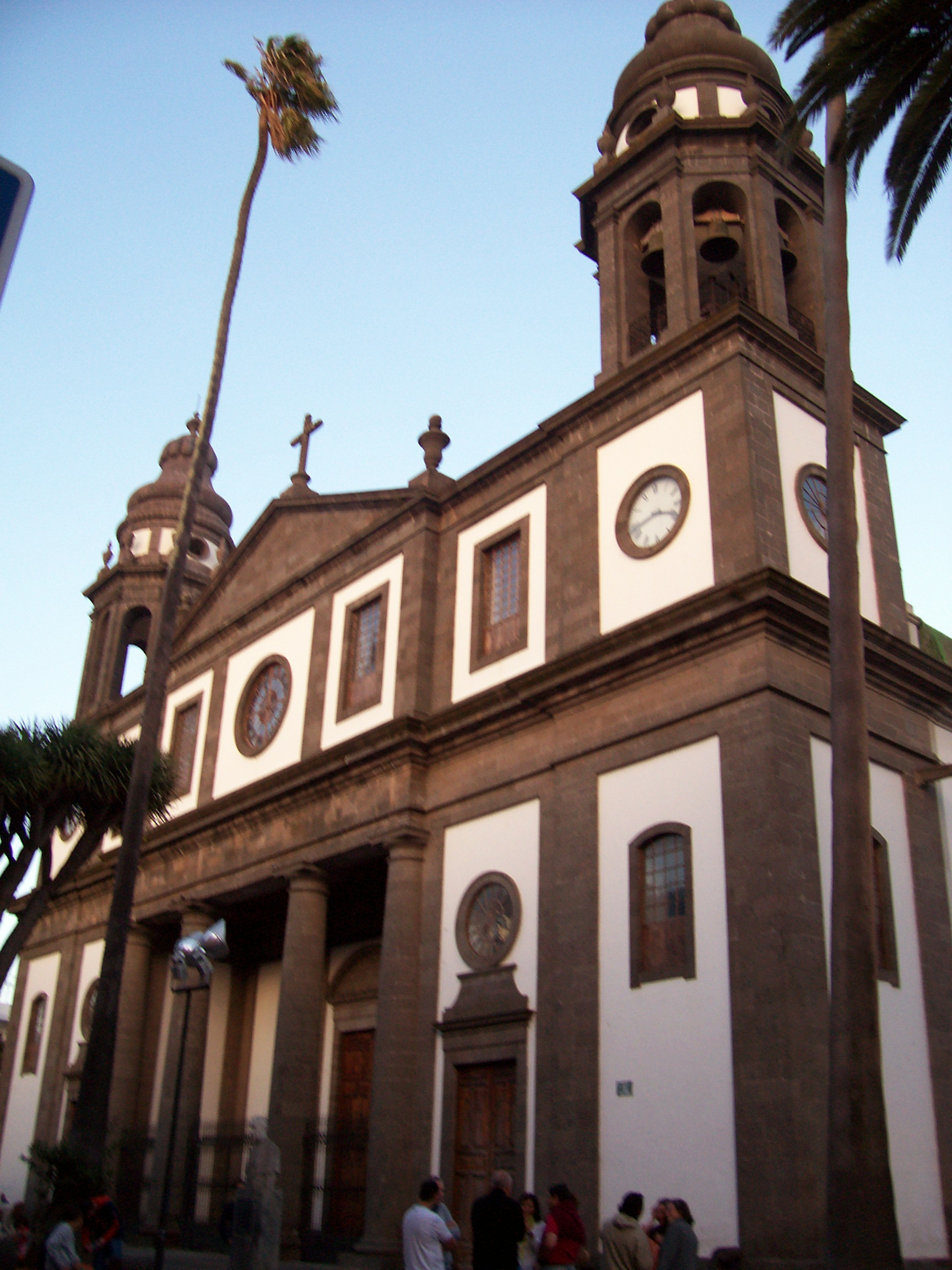
拉拉古纳主教座堂
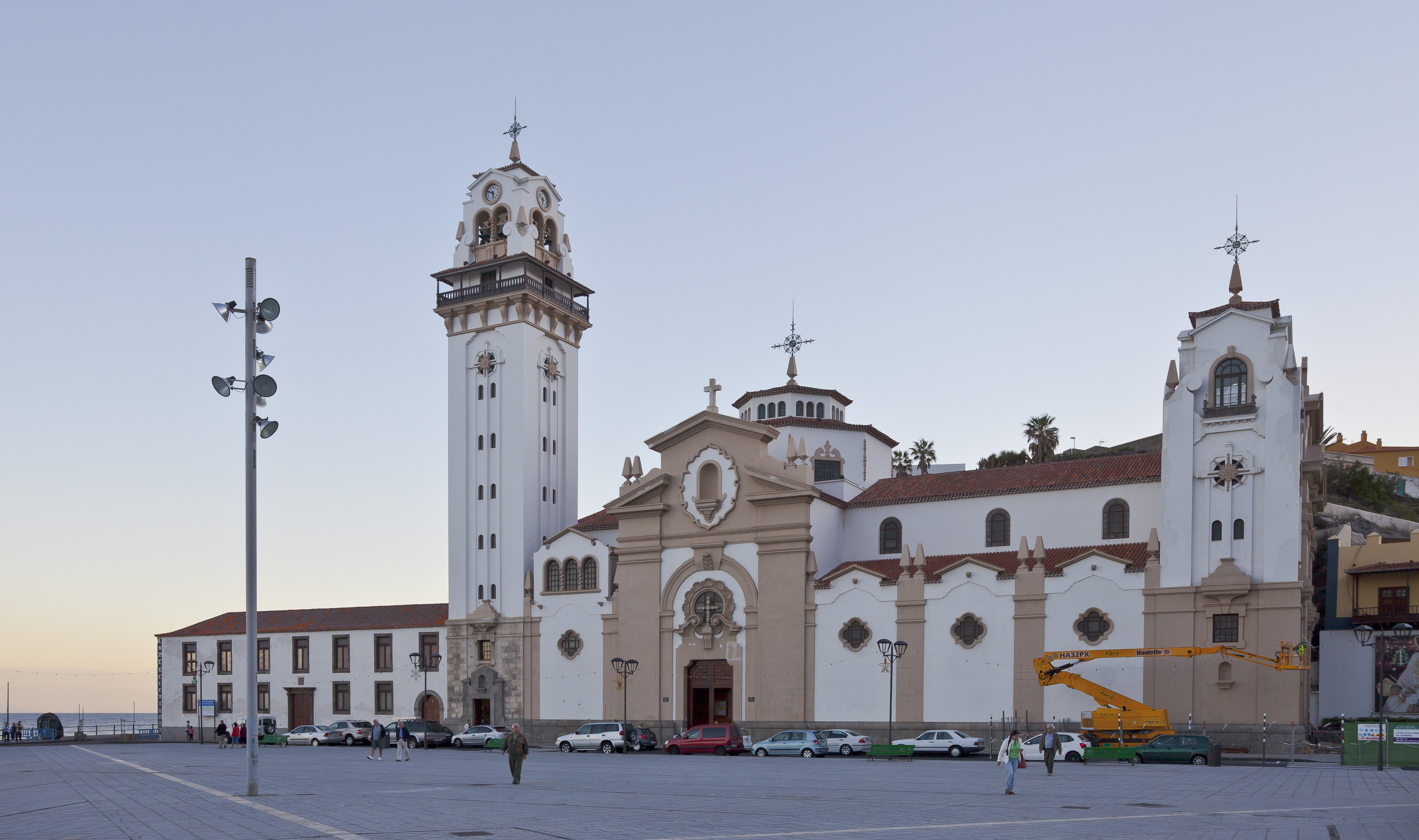
坎德拉里亚圣殿
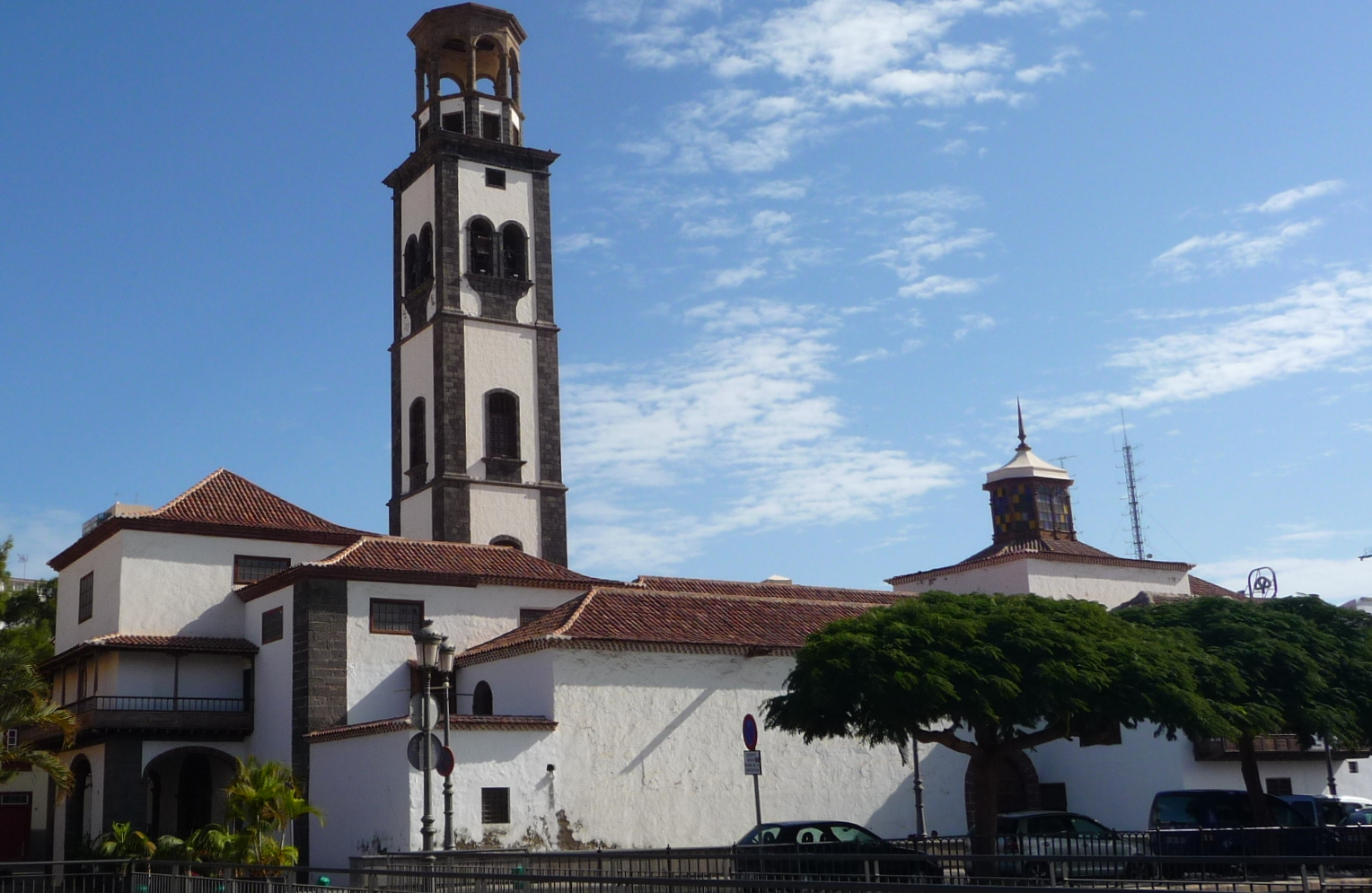
无玷始胎堂 (圣克鲁斯-德特内里费)
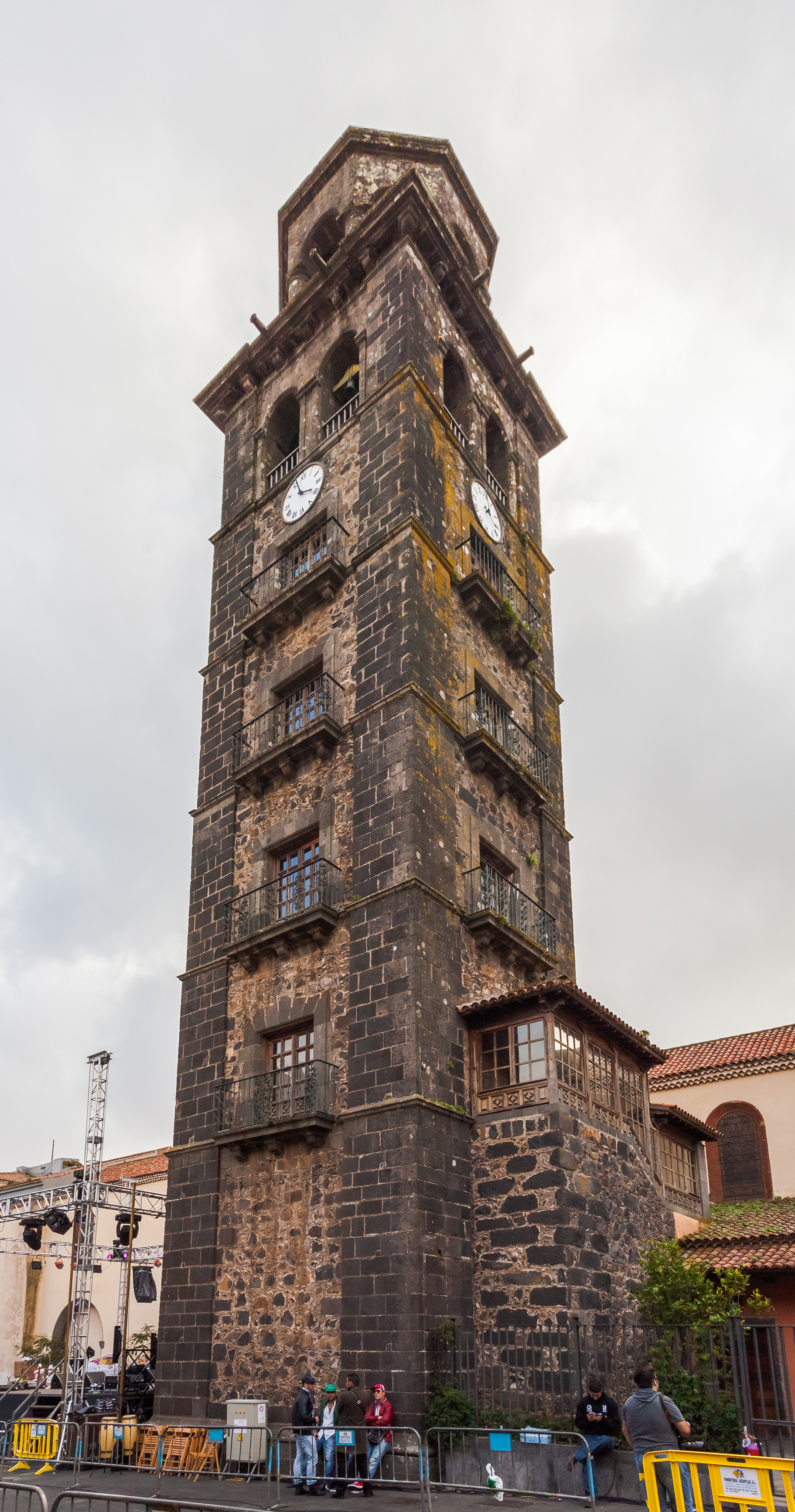
无玷始胎堂 (圣克里斯托瓦尔-德拉拉古纳)
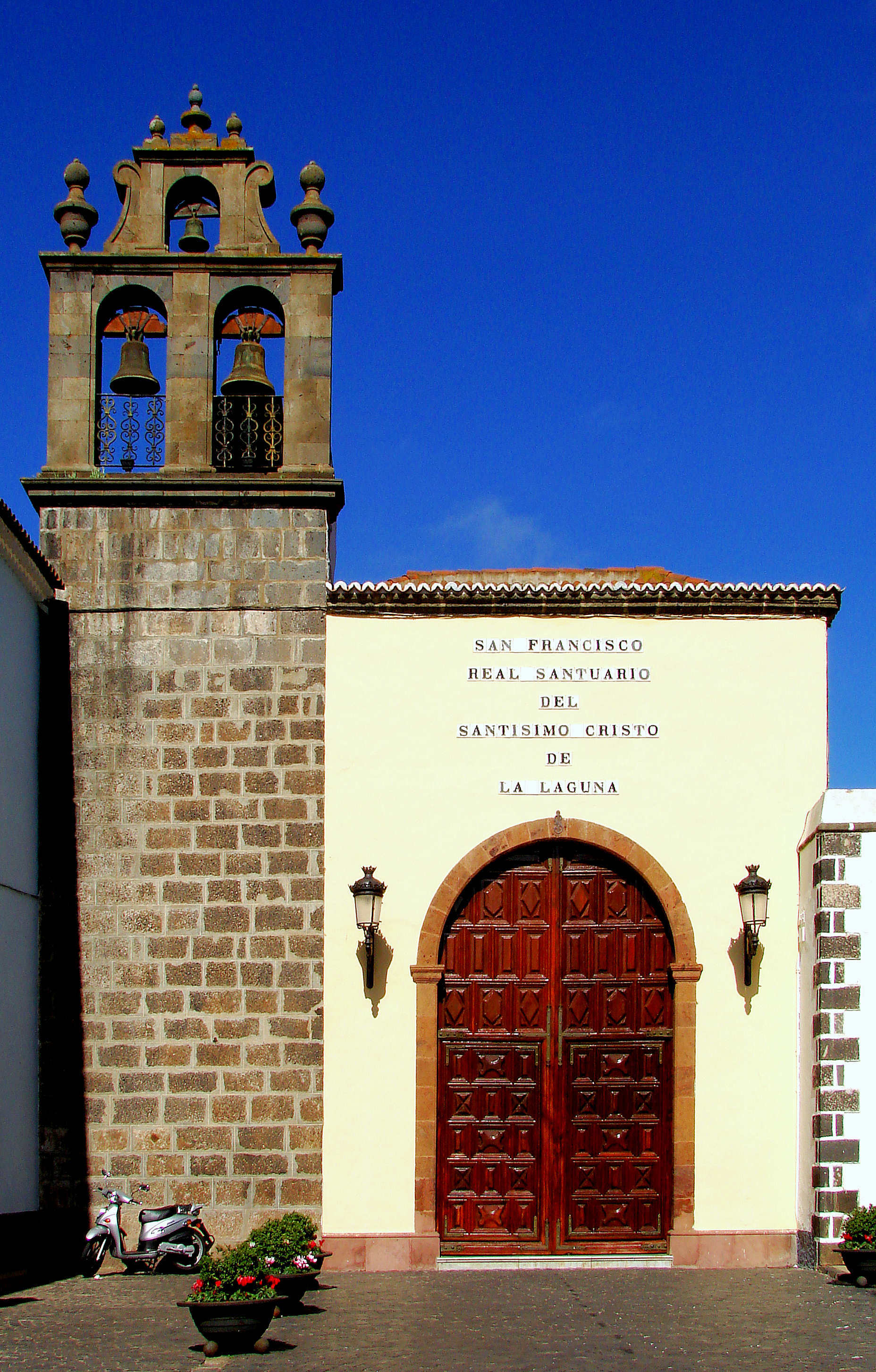
拉拉古纳基督皇家朝圣所